# Jaskinia Gankowa
Jaskinia Gankowa – jaskinia w Dolinie Kościeliskiej w Tatrach Zachodnich. Wejście do niej znajduje się w środkowej części Wąwozu Kraków, w pobliżu Siodełka za Basztą, niedaleko jaskini Dziura pod Smrekiem, powyżej Szczeliny pod Gankową III, na wysokości 1285 metrów n.p.m. Jaskinia jest pozioma, a jej długość wynosi 14 metrów.

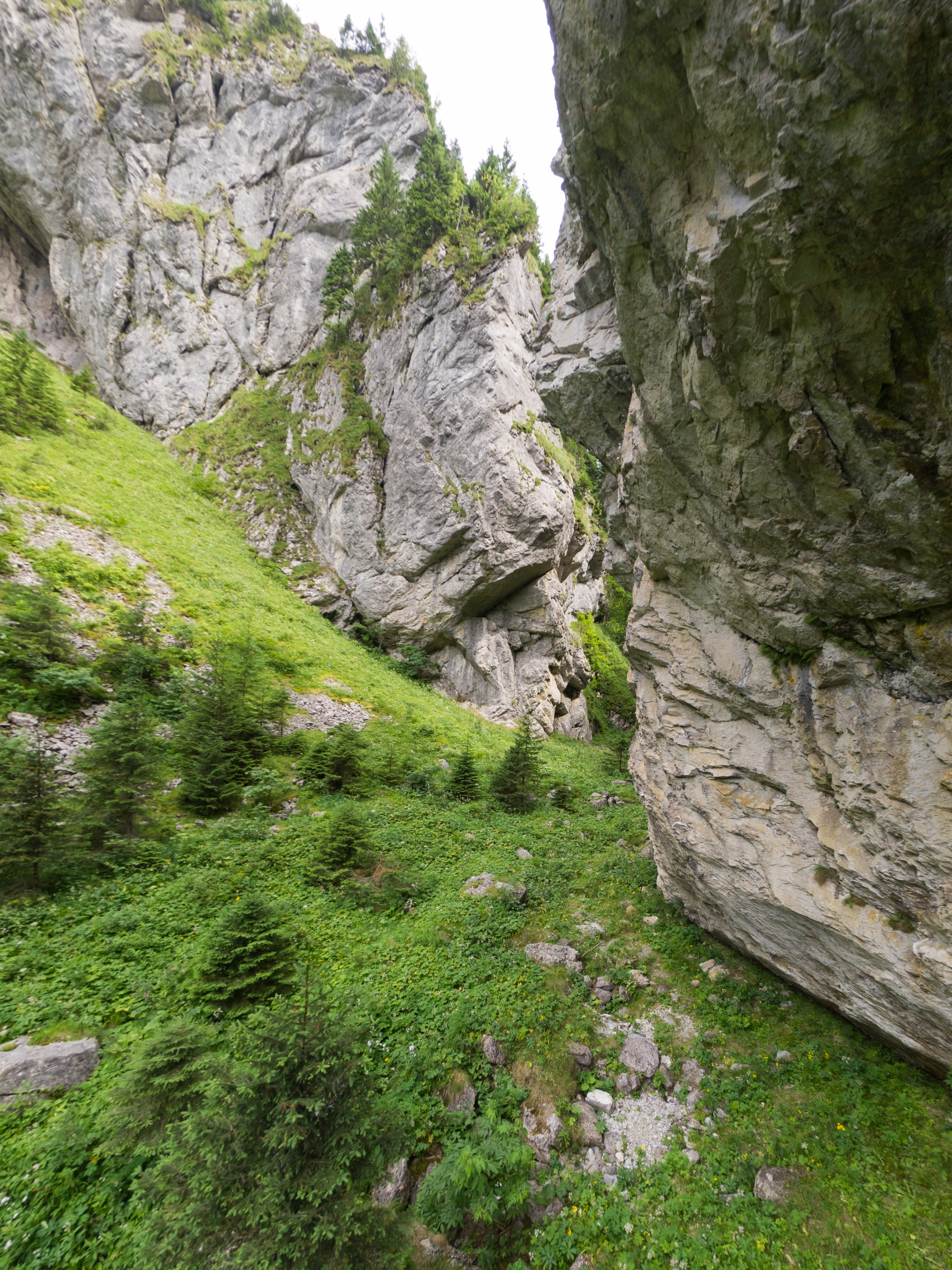
Rynek w wąwozie Kraków. Po prawej ściana Baszty

## Opis jaskini
Jaskinię stanowi szeroki, poziomy korytarz, z zaciskiem w połowie długości, zaczynający się w niewielkim otworze wejściowym, a kończący zawaliskiem, z którego odchodzi szczelina nie do przejścia.

## Przyroda
W jaskini można spotkać nacieki grzybkowe i mleko wapienne. Ściany są przeważnie mokre. Do zacisku rosną na nich glony i porosty. Jaskinię zamieszkują nietoperze.

## Historia odkryć
Jaskinię odkryli grotołazi z Zakopanego w 1954 roku. Jej plan i opis sporządził J. Rudnicki w 1959 roku.